# Chiesa dell'Ave Gratia Plena (Boscotrecase)
L'Ave Gratia Plena (detta l'Annunziatella) è una chiesa parrocchiale del comune di Boscotrecase. È considerata uno dei luoghi di culto più belli e antichi del vesuviano. Si dice, infatti, che più volte l'abbia visitata Bartolo Longo, e che ne sia rimasto affascinato al punto che volle che il Santuario di Pompei fosse progettato ispirandosi ad essa.

## Storia
La chiesa, così come il quartiere, prende il nome da una piccola cappella dedicata all'Annunciazione, che venne eretta a parrocchia nel 1668. Senz'altro l'attuale edificio sorge sui resti di un convento appartenuto ai frati Agostiniani che venne soppresso da Innocenzo X. Tante sono le ipotesi riguardanti la data di edificazione e la storia di questo convento. 

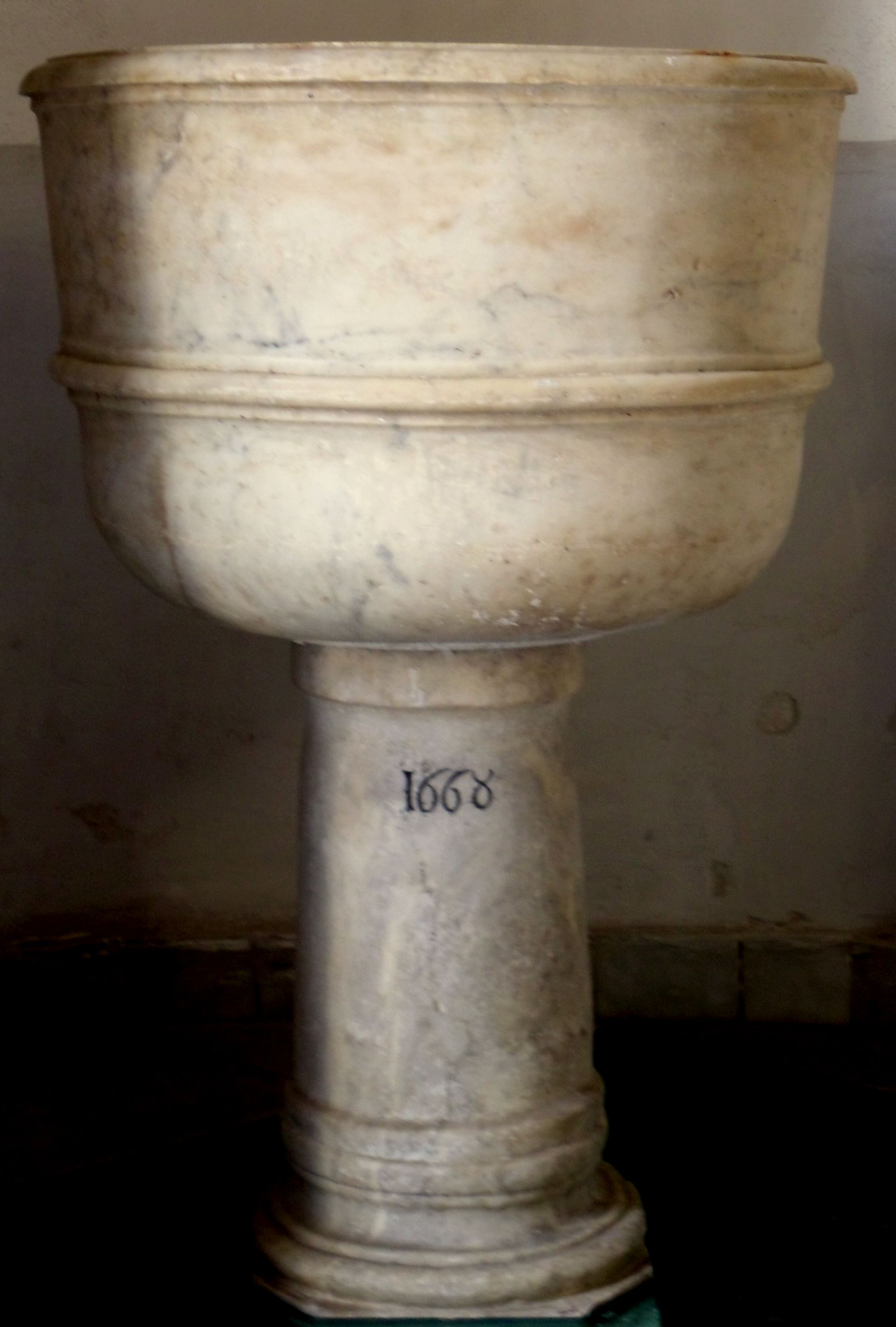
Il fonte battesimale

All'ingresso della navata sinistra è ubicato un fonte battesimale sulla cui colonna appare incisa la data 1668. Questo è, infatti, l'anno di edificazione della parrocchia, ma diversi indizi ci fanno credere che il fonte sia stato, in pratica, riciclato verosimilmente dall'antico edificio. Su due delle quattro facce della base sono presenti rispettivamente una decorazione tipica di un architrave di epoca romana e una croce bizantina scolpita in una circonferenza. La struttura, inoltre, semplice e rigida, non è in sintonia con lo stile dell'edificio, presentandosi, infatti, con caratteristiche molto più vicine all'arte romanica. È probabile, quindi, che l'oggetto sia stato ricavato da marmi di riciclo romani in una data assai precedente al 1668, collocabile intorno al XIII secolo. Oltretutto la particolare forma di calice e la croce bizantina alla base ci fanno pensare alla probabile esistenza di una sede templare nell'antica chiesa.
Nel 1668 i boschesi, dato il forte aumento della popolazione, chiesero all'Università (Comune) di Boscotrecase di richiedere alla Curia Arcivescovile di Napoli l'edificazione di tre nuove parrocchie: Sant'Anna (quartiere Oratorio), l'Ave Gratia Plena (quartiere Annunziatella), e Spirito Santo (quartiere Terra Vecchia, oggi Torre Annunziata). La richiesta fu accolta positivamente dal cardinale Innico Caracciolo e il 19 gennaio dell'anno seguente l'Università, con un atto notarile, stabilì le rendite per il mantenimento dei tre parroci e delle chiese. Fino al 1696 il parroco dell'Annunziatella fu Giacinto Cioffo. Il parroco dell'A.G.P., a differenza delle altre parrocchie del paese, non veniva eletto dagli abitanti ma mandato direttamente da Napoli. Con l'inizio del Settecento, la chiesa viene ingrandita e abbellita con ricchi marmi policromi, stucchi e tele, e assunse, così, le attuali condizioni. Nel 1810 i padri Celestini, che avevano retto la chiesa sin dalla sua edificazione, dovettero lasciare Boscotrecase per decreto del 3 febbraio di Giuseppe Bonaparte che prevedeva la soppressione di tutti gli ordini religiosi non mendicanti.
Nel 1934 la chiesa venne ulteriormente abbellita con alcuni bassorilievi di Antonio Mennella, affreschi di Ettore Lalli, e rifiniture in oro zecchino dell'artista Antonio De Bernardis.
Il 23 novembre 1980, un forte terremoto scosse la Campania e la Basilicata e anche la chiesa dell'Ave Gratia Plena (in particolar modo la cupola) rimase notevolmente danneggiata. L'edificio, ritenuto non agibile, venne chiuso al pubblico. In questo periodo di chiusura diversi furono i furti, tra i più gravi è da ricordare quello di una grande collezione di pastori napoletani del XVIII secolo e di un ostensorio d'argento settecentesco. A seguito di un complessivo e discutibile restauro dell'edificio, la chiesa venne riaperta al pubblico solo il 1º aprile del 2001, giorno in cui venne consacrata la nuova mensa eucaristica dal Cardinale Michele Giordano.

## Descrizione

### Esterno
L'edificio è rialzato leggermente dal piano stradale per mezzo di due gradini in pietra lavica vesuviana. La gradinata è recintata da un'imponente cancellata in ferro battuto, dono del Cardinal Prisco, in questa chiesa battezzato.
La facciata, di periodo barocco, è divisa in due ordini. Quello inferiore ospita i tre portali che permettono l'accesso alle tre rispettive navate, quello centrale, più modanato, è interamente in pietra vesuviana (XVIII secolo). I portali si alternano a quattro lesene corinzie reggenti un massiccio architrave dello stesso stile. Al di sopra di questo, il secondo ordine, collegato a quello inferiore per mezzo di due volute. Il secondo ordine presenta un bassorilievo in stucco raffigurante l'Annunciazione, centrato da due lesene in linea con quelle centrali dell'ordine inferiore, ma questa volta più snelle, slanciate e alleggerite da scanalature. A completare la facciata è un frontone ad arco ribassato con un oculo ovale al centro e una croce al di sopra. Alla sinistra della facciata c'è il campanile dello stesso stile ma leggermente più alto. Questo è diviso in tre ordini: il primo è come se fosse un prolungamento dell'ordine inferiore della facciata. Qui è presente un'edicola, timpanata e con zoccolatura in pietra, che ospita un crocifisso in legno con sopra applicata la sagoma dipinta del Cristo, fu voluto dal parroco Giuseppe Calvanese in ricordo di una Missione nel 1871. Il secondo ordine ospita un orologio, mentre il terzo, finestrato su tutti i quattro i lati, corrisponde alla cella campanaria, al cui interno sono presenti 3 campane in bronzo. Il campanile ha termine con un archetto in muratura che ospita le due campane che scandiscono le ore.
Sulla facciata dell'A.G.P. è possibile notare diversi elementi architettonici pienamente barocchi: i capitelli corinzi delle lesene presentano teste di putti al posto del classico fiore d'abaco, i frontoni sans base dei portali laterali, gli stravaganti archi modanati del campanile, i pinnacoli posti ai lati del frontone e a coronamento del campanile, i festoni del secondo ordine della facciata, la teatralità espressa dal bassorilievo dell'Annunciazione e il fastigio che corona il frontone.

### Interno

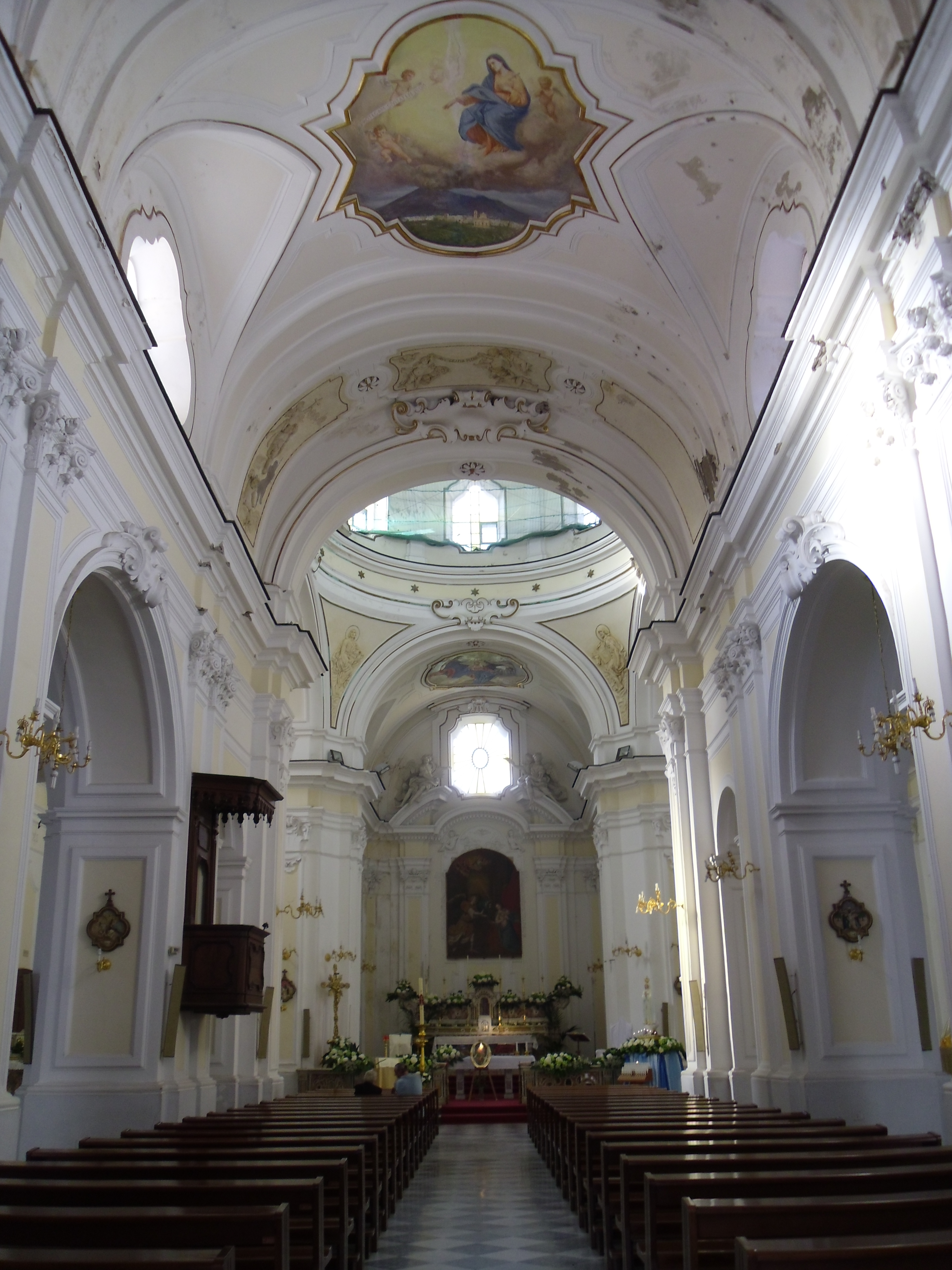
L'interno dell'Ave Gratia Plena

L'edificio si presenta a tre navate e a croce latina. La cosa che principalmente colpisce all'ingresso in chiesa è la luce che avvolge morbidamente l'intero edificio risaltando ancora di più gli stucchi settecenteschi delle colonne e delle lesene, i bassorilievi, gli affreschi, e le eleganti modanature degli stucchi ricoperte di oro zecchino. Anche all'interno sono presenti tipici elementi barocchi, in particolar modo colpisce la ricca decorazione a festoni e putti della cantoria, gli eleganti capitelli corinzi, i quattro cartigli disposti perpendicolarmente alla base del tamburo della cupola, gli archivolti delle arcate, le stravaganti forme delle finestre presenti nella navata centrale e le mostre d'altare che inquadrano le tele degli altarini in fini marmi policromi lungo le navate laterali.

#### Navata centrale

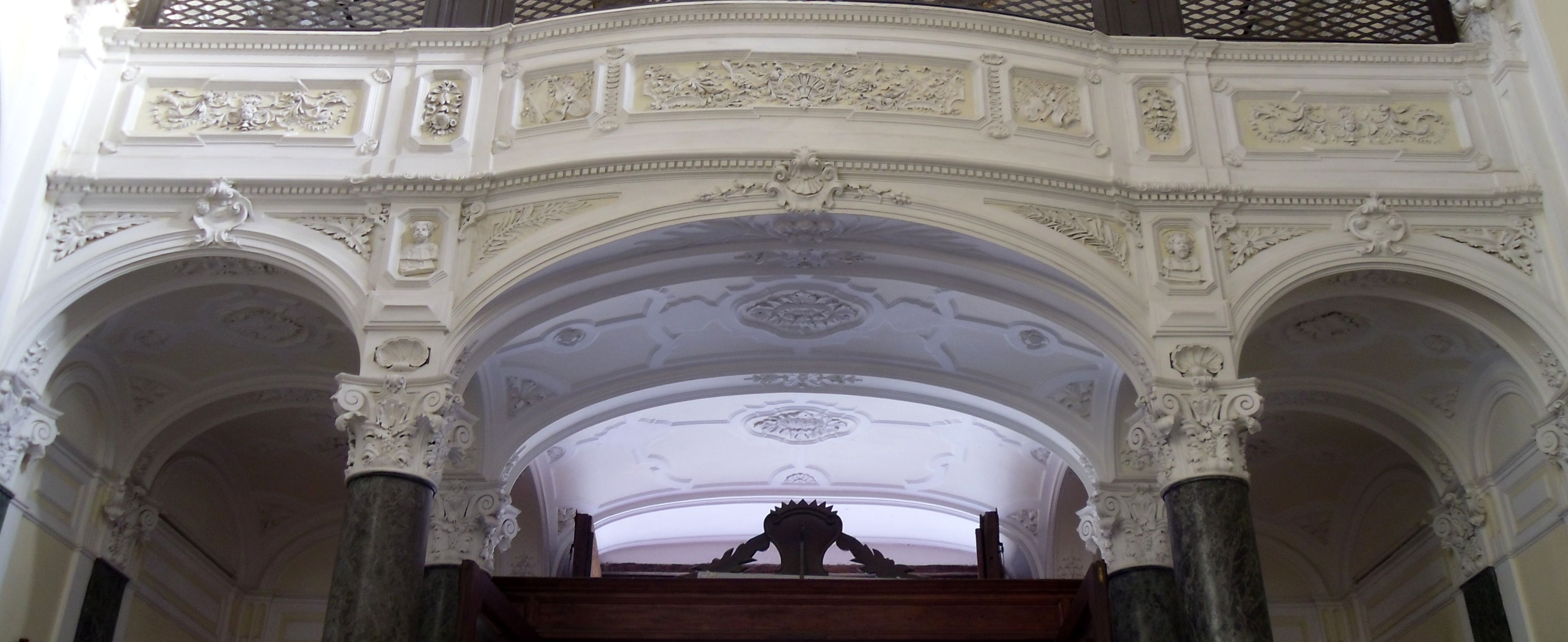
La cantoria

L'accesso alla navata centrale è possibile grazie a un tamburo in legno intarsiato (1917) vetrato nella parte superiore e coronato da uno stemma recante il monogramma A.G.P.. Il vestibolo è sormontato da una cantoria retta da quattro colonne corinzie in finto marmo che, nel colore, si rifanno alle due acquasantiere settecentesche in marmo verde a forma di conchiglia presenti ai lati. La navata, coperta da una volta a botte lunettata, è divisa in tre campate recanti grandi medaglioni affrescati da Ettore Lalli nel 1937. Nella prima, camminando verso l'altare, è affrescata la Sacra Famiglia, nella seconda invece la Madonna Addolorata che protegge Boscotrecase dalle ceneri del Vesuvio. Nella terza campata, più stretta rispetto a quelle precedenti, tre pannelli rettangolari che ospitano tre bassorilievi in stucco (1934) che rappresentano una serie di putti che sorreggono la croce di Cristo, nel primo, una fascia con scritto AVE GRATIA PLENA, in quello centrale, e, nell'ultimo oggi non più visibile reggevano il Velo della Veronica. La navata viene chiusa al centro da un grande cartiglio in stucco. A destra, lungo il pilastro della seconda campata, un pulpito settecentesco in legno intagliato che reca, al centro del baldacchino, una colomba in legno dorato dal parapetto invece sporge un notevole crocifisso ligneo settecentesco.

#### La navata destra
All'ingresso della navata (sulla parete sinistra) c'è l'accesso alla cripta, sottostante la chiesa, su cui è possibile leggere una strana frase: Tu che entri in questa porta pensa ben che assai ti importa, nell'entrare e nell'uscire pensa ben che hai da morire. Sul lato opposto invece una statua lignea di Santa Lucia (XVII secolo) e un'altra di San Ciro in cartapesta (XIX secolo). A coronamento del primo altare, la tela anonima della Sacra Famiglia con Sant'Anna, San Gioacchino e Maria bambina, sotto i Santi Agnello, Lucia e Pasquale. A seguire un Crocifisso ligneo di Luigi Santifaller del 1935. La tela del secondo altare rappresenta invece la Sacra Famiglia sorretta da una nuova con al di sotto le anime del Purgatorio e ai piedi i Santi Carlo, Teresa e Francesco. Alla sinistra dell'altare un gruppo scultoreo che rappresenta un angelo che impone una corona di spine sul capo di Santa Rita.

#### La navata sinistra
All'ingresso troviamo il Fonte Battesimale su cui è incisa la data 1668, ma si pensa che questo sia molto più antico. Il fonte era chiuso da un battistero ottagonale settecentesco in legno modanato alla cui cima trovava posto una colomba, simbolo dello Spirito Santo. Negli anni settanta il fonte venne posto sull'altare maggiore ma venne ricollocato nella sua originale posizione a seguito dei restauri. Il battistero ligneo andò perduto. Nella prima cappella trova posto la tela de La Gloria di Sant'Antonio con i Santi Rocco, Vito e Biagio. La tela della Madonna del Rosario con i Santi Vincenzo, Domenico e Caterina trova posto nella cappella seguente.

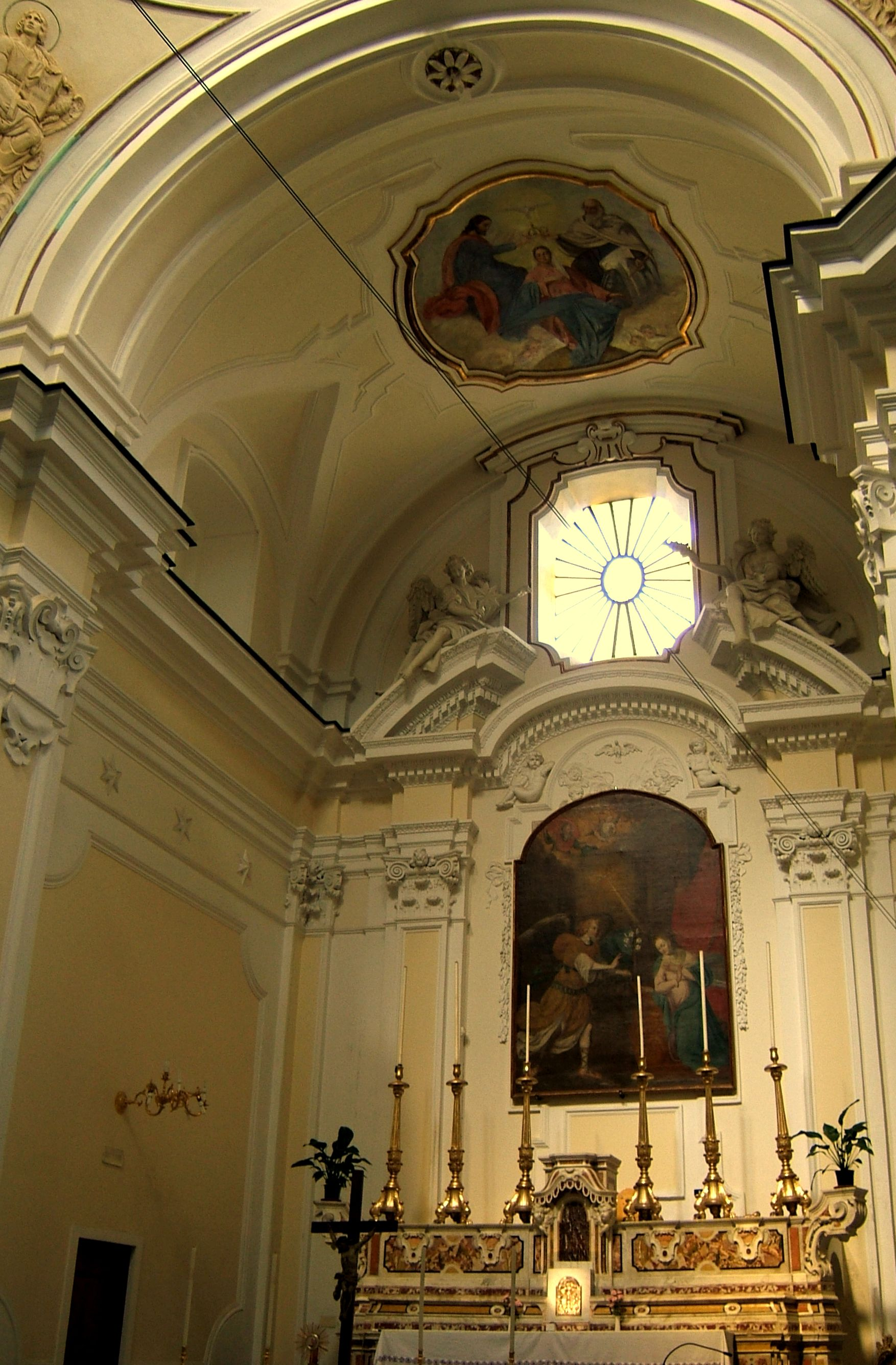
L'altare maggiore (1748) con la tela dellAnnunciazione di Francesco Vaglio del 1637.

#### Il transetto e il presbiterio
Nel transetto trovano posto due altari laterali più grandi rispetto a quelli delle navate. Quello destro è sormontato dall'edicola di Sant'Alfonso Maria de Liguori con un affresco del Santo in gloria nella volta. In fondo alla navata, un'imponente cancellata in ferro battuto del 1821 dà accesso ad una cappella in cui è custodita una statua della Madonna Addolorata con volto e mani in legno policromo e veste nera ricamta in oro su di un altare in stile neogotico di tardo Ottocento. Un mezzobusto ligneo di San Gennaro benedicente (XVIII secolo) è custodito in una nicchia sulla destra. L'edicola dell'altare sinistro invece ospita una statua in cartapesta del Cuore di Gesù e, sulla volta, l'affresco di Santa Margherita Alacoque. Al termine della navata un'edicola in finto marmo timpanata e coronata dallo stemma mariano accoglie il gruppo scultoreo dell'Annunciazione del tardo Settecento.
Il presbiterio è cinto da una balaustra in ricchi marmi policromi sollevata per mezzo di due gradini dal pavimento della chiesa. L'altare maggiore presenta un ricco intaglio di marmi policromi e, così come la balaustra, risale al 1748. Sei candelabri e un crocifisso in legno dorato, risalenti al Settecento, arricchiscono l'altare maggiore. Alle spalle la tela dell'Annunciazione (opera di Francesco Vaglio del 1637), che è incorniciata da una mostra d'altare formata da due lesene corinzie e un timpano spezzato con sopra due angeli che stringono tra le mani una stella e una palma che si rifanno a due attributi della Madonna: Regina dei Martiri e Stella del mattino. L'affresco della volta del presbiterio rappresenta L'incoronazione di Maria Regina del Celo e della Terra.
Sui quattro pennacchi della cupola vi sono i bassorilievi dei quattro evangelisti, mentre la base vi sono stelle in stucco dorato .

### La sacrestia
Dopo l'altare della Madonna del Rosario c'è la porta d'accesso alla sacrestia. Anche questa arricchita da stucchi del XVIII secolo che fungono da cornice alle due tele di Nicola Cacciapuoti del 1749 rispettivamente dell'Assunzione di Maria Vergine (Con i Santi Gennaro e Filippo Neri) e della Crocifissione con le Pie Donne l'Addolorata e San Giovanni. Le due tele un tempo coronavano gli altarini del transetto: La Crocifissione su quello destro, e L'Assunzione su quello sinistro. Un'altra tela anonima è conservata in sacrestia: La Madonna del Rosario con i Santi Domenico e Rosa: copia dell'omonima tela di Luca Giordano conservata al Museo di Capodimonte, sulla sinistra, invece, una statua lignea settecentesca dell'Immacolata Concezione con due putti alati alla base. La tela della Madonna del Rosario era proprietà della Congrega del Rosario (oggi non più esistente) che esercitava le sue funzioni all'interno di una cappella (con annessa una cripta) il cui accesso è alla destra dell'altare del Sacro Cuore, qui è ancora possibile vedere i resti di un affresco di epoca barocca che raffigurava la Battaglia di Lepanto. Su una delle pareti della sacrestia c'è una lapide che ricorda il Cardinal Prisco, in questa chiesa battezzato. Al lato della grande vetrata che dà luce all'ambiente v'è un lavabo in marmo (1895) che reca scritto COR PRIUS DEIN MANUS.

## Cinema
Nella chiesa dell'Ave Gratia Plena, nel 1952, furono girate alcune scene del film Due soldi di speranza, regia di Renato Castellani.